# Hymenostegia aubrevillei
Espèce
Statut de conservation UICN

 NT  : Quasi menacé
Hymenostegia aubrevillei est une espèce de plantes à fleurs de la famille des Fabaceae.

## Publication originale
- Bulletin de la Société Botanique de France 80: 464. 1933.